# Radio Brașov
Radio Brașov este primul post de radio privat al trustului de presă MIX MEDIA GROUP din Brașov.
El difuzează 24/24 muzică pop și știri locale din oraș, și este radioul comunității brașovenilor.
Se poate asculta pe 87,8 MHz în Brașov.

## Emisiuni și prezentatori
În direct se poate asculta grila de emisiuni constituită din: Imparțial cu Cornelia Crevean, Doza ta de bine cu Andra POPP, Morning Shov cu Mihaela Chirac si Vlad Copilu, Easy Rider cu Claudiu CIOBANU și AM PM Six | dj sihe in the mix cu Dj SIHE